# 245 p.n.e.
| [ Edytuj tabelę ] |                                                                          |
| Król Baktrii      | - 250 p.n.e. Diodotos I 238 p.n.e.                                       |
| Król Bitynii      | - 250 p.n.e. Ziaelas 229 p.n.e.                                          |
| Władca Egiptu     | - 246 p.n.e. Ptolemeusz III 221 p.n.e.                                   |
| Król Epiru        | - 255 p.n.e. Pyrrus II 240 p.n.e.                                        |
| Król Ilirii       | - 250 p.n.e. Agron 230 p.n.e.                                            |
| Król Magadhy      | - 273 p.n.e. Aśoka 232 p.n.e.                                            |
| Król Macedonii    | - 277 p.n.e. Antygon II Gonatas 239 p.n.e.                               |
| Król Partów       | - 247 p.n.e. Arsakes 217 p.n.e.                                          |
| Władca Pergamonu  | - 262 p.n.e. Eumenes I 241 p.n.e.                                        |
| Król Pontu        | - 256 p.n.e. Mitrydates II 220 p.n.e.                                    |
| Władca Seleucydów | - 246 p.n.e. Seleukos II Kallinikos 226 p.n.e.                           |
| Król Sparty       | - 254 p.n.e. Leonidas II 235 p.n.e. - 275 p.n.e. Eudamidas II 244 p.n.e. |
| Tyran Syrakuz     | - 275 p.n.e. Hieron II 215 p.n.e.                                        |

Rok 245 p.n.e.
stulecia: IV wiek p.n.e. ~
III wiek p.n.e. ~
II wiek p.n.e.

lata: 255 p.n.e. «
249 p.n.e. «
248 p.n.e. «
247 p.n.e. «
246 p.n.e. «
245 p.n.e. »
244 p.n.e. »
243 p.n.e. »
242 p.n.e. »
241 p.n.e. »
235 p.n.e.

## Wydarzenia
- Aratos został strategiem Związku Achajskiego
- król Macedonii Antygon II Gonatas odzyskał Korynt
- Agis IV, król Sparty przeprowadził reformy gospodarcze i społeczne

## Urodzili się
- Hazdrubal Barkas, kartagiński wojskowy (zginął w 207 p.n.e.)

## Zmarli
- Apolloniusz z Rodos, grecki poeta i gramatyk, autor epicznego poematu o Argonautach (Argonautica).
- Aratos z Soloj, grecki poeta i lekarz.